# Gare de Saint-Symphorien-de-Marmagne
Ne doit pas être confondu avec Gare de Marmagne-sous-Creusot ou Gare de Marmagne.
La gare de Saint-Symphorien-de-Marmagne est une gare ferroviaire française située sur la commune de Saint-Symphorien-de-Marmagne dans le département de Saône-et-Loire et la région Bourgogne-Franche-Comté.

## Situation ferroviaire
Établie à 306 mètres d'altitude, la Gare de Saint-Symphorien-de-Marmagne est située au point kilométrique (PK) 117,255 de la ligne de Nevers à Chagny, entre les gares de Broye et de Marmagne-sous-Creusot.

## Service voyageurs

### Accueil
Halte SNCF, c'est un point d'arrêt non géré (PANG) à entrée libre.

### Dessertes
Saint-Symphorien-de-Marmagne est desservie par des trains du réseau TER Bourgogne-Franche-Comté (ligne Montchanin - Étang-sur-Arroux).